# Закохані (Магрітт)
Закохані (фр. Les Amants) — сюрреалістична картина Рене Магрітта, написана в Парижі в 1928 році. Це перша в серії з чотирьох варіантів, і на картині можна побачити двох людей, які пристрасно цілуються з обличчями, покритими білою тканиною, що приховує їх особи. Бар'єр тканини перетворює акт пристрасті, такий як поцілунок, на акт розчарування, представляючи закоханих, які не можуть бути разом. Зараз він знаходиться в MoMA Нью-Йорка, як частина колекції Річарда С. Цейслера.
Твір є одним із найвідоміших прикладів робіт художника, що досліджує теми відчуження, таємничості й неможливості повноцінного спілкування між людьми.

## Серія

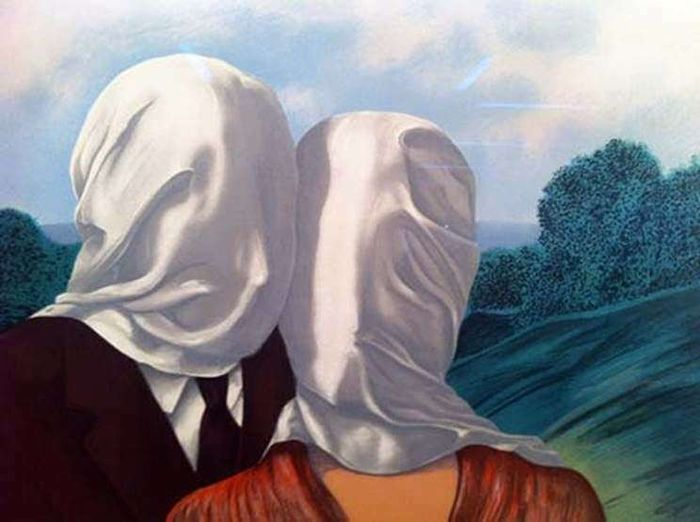
Закохані (2-га частина серії)

Ця робота є частиною серії з чотирьох подібних картин, усі написані Магріттом того ж року. Він складається з «Закоханих II», які можна знайти в Національній галереї Австралії, «Закоханих III» і «Закоханих IV». Ці картини характеризуються зловісними та таємничими пейзажами та парами, обличчя яких закрито білою тканиною. Це створює ефект відчуження та перешкоджає прямому зоровому контакту між фігурами. У першій картині пара зображена в момент поцілунку, але через тканину, що закриває їхні обличчя, жест любові стає неможливим. У другій роботі зображено аналогічну ситуацію, але замість фізичного контакту дві фігури стоять поруч, дивлячись у різні сторони.
Поєднання цих ефектів ідеально вписується в пізніший аналіз Магрітта його робіт того періоду, прочитаний під час лекції в 1938 році. Він сказав, що його твори того часу були «результатом систематичних пошуків надзвичайного поетичного ефекту через розташування об'єктів, запозичених із реальності, які б надали реальному світу, з якого ці об'єкти були запозичені, надзвичайного поетичного значення природним шляхом. процес обміну».

## Символізм
Твори цієї серії демонструють типову для Магрітта гру з реальністю та ілюзіями. Закриті обличчя можуть символізувати неможливість справжнього емоційного зв’язку між людьми, незалежно від фізичної близькості. Біла тканина сприйнята як символ невідомості або перешкод у спілкуванні, що робить взаємодію між персонажами загадковою та недосяжною. Таким чином, картини ставлять під сумнів традиційні уявлення про любов і близькість, роблячи акцент на бар’єрах у стосунках. За однією з версій, персонажі на картині піддалися сліпій пристрасті, яка позбавила їх здатності об'єктивно мислити і помічати очевидні речі. Однак Магрітт не просто закрив їм очі — він обмотав їхні голови тканиною, тим самим підкреслюючи вислів про людей, що "втратили голову від кохання".
У другій версії «Закоханих» Рене Магрітт змінив фон: якщо перша картина показує пару в закритому приміщенні, то тут дія розгортається на відкритому повітрі. Це змінює настрій твору — пристрасні емоції поступаються спокою і гармонії.
Персонажі тепер стоять статично, не дивлячись один на одного, а спрямовують погляди на глядача, ніби хочуть щось сказати. Проте їхні обличчя все ще приховані, вони залишаються безликими. Можливо, таким чином художник намагається передати ідею справжнього кохання: людина, яка пізнала любов, вже не потребує очей, оскільки сприймає світ на глибшому рівні.

## Інтерпретації
Було кілька інтерпретацій цієї роботи, але багато людей стверджували, що покривання облич тканиною походить від спогадів Магрітта. Коли йому було 14 років, він був свідком того, як тіло його матері діставали з річки Самбре, в мокрій нічній сорочці їй було замотано обличчя. Деякі припускають, що травма самогубства його матері надихнула серію робіт, у яких він закривав обличчя своїх підданих, але немає жодних доказів, що це правда.
Інші інтерпретували це як зображення неможливості повністю пізнати наших інтимних супутників, оскільки ми не можемо їх повністю розкрити. Однак самому Магрітту не подобалися інтерпретації його творчості, він казав, що він не художник, а людина, яка передає свою думку живописом.
Картини з серії «Закохані» стали важливою частиною спадщини Рене Магрітта і часто розглядаються як приклад його здатності поєднувати буденне з містичним. Ці твори стали джерелом натхнення для багатьох сучасних художників та режисерів, адже їх багатозначність дозволяє різні інтерпретації. Як і багато інших робіт Магрітта, ці картини підштовхують глядача до роздумів про природу сприйняття і межі людської свідомості.

## Впливи
Закохані були дуже впливовим твором мистецтва протягом всієї історії. Модельєр David Delfín взяв цей витвір мистецтва як натхнення для однієї зі своїх найбільш суперечливих колекцій, у якій представлені моделі з головами, покритими капюшонами, і вузлами на шиї. Іспанський режисер Педро Альмодовар також віддав шану творчості Магрітта у своїх фільмах. У "Розбитих обіймах " головна героїня, яку грає Пенелопа Крус, цілує свого чоловіка під простирадлом, створюючи образ, схожий на картину.

## Рекомендована література
- René Magritte. The Lovers. Paris 1928. www.moma.org. Процитовано 10 лютого 2024.
- Les Amants [The lovers]. artsearch.nga.gov.au. Процитовано 10 лютого 2024.
- René Magritte (1898-1967). invaluable.com. Процитовано 10 лютого 2024.